# Resistència negativa

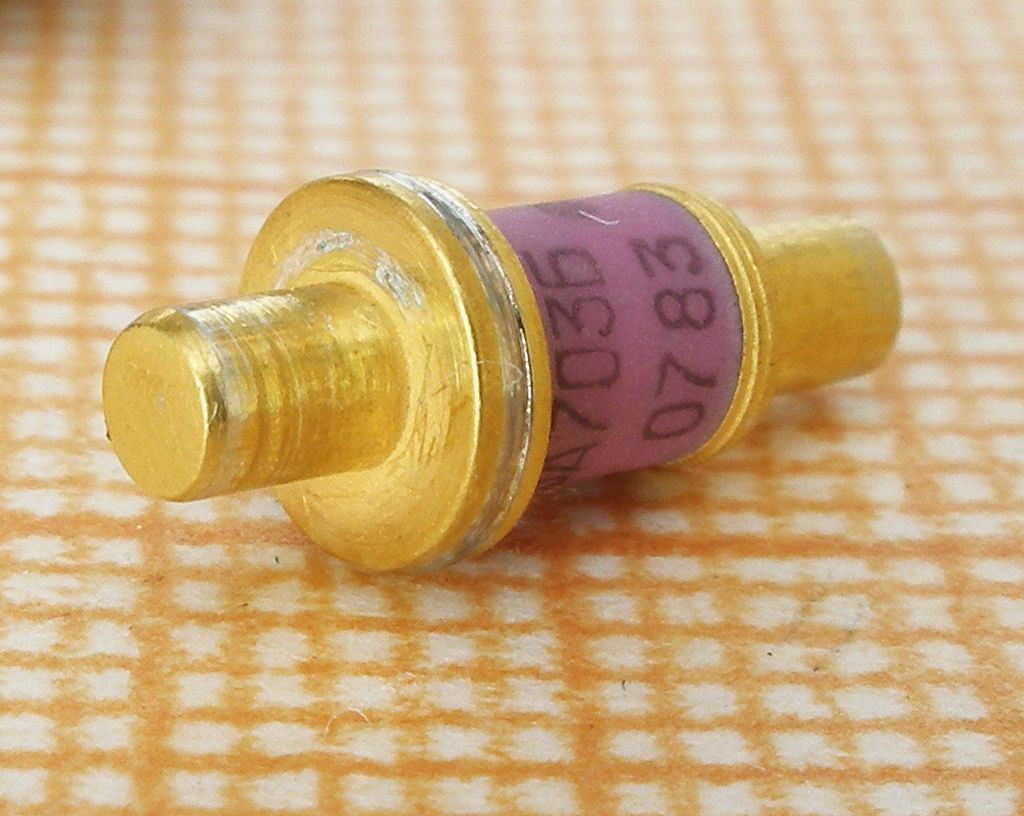
Un diode Gunn, un dispositiu semiconductor amb resistència diferencial negativa, usat per generar microones

En electrònica, la resistència negativa és una propietat d'alguns circuits i dispositius elèctrics en els que un augment de voltatge a través dels terminals del dispositiu provoca en una disminució del corrent elèctric a través d'ella.
Això s'oposa al que passa en una  resistència ordinària, en la qual un augment del voltatge aplicat causa un augment proporcional del corrent a causa de la llei d'Ohm, resultant en una resistència positiva. Mentre que una resistència positiva consumeix energia del corrent que passa a través d'ella, una resistència negativa produeix energia. Sota certes condicions pot augmentar la potència d'un senyal elèctric, amplificant-la.
La resistència negativa és una propietat poc comuna que passa en uns pocs components electrònics no lineals. S'utilitza en oscil·ladors i  amplificadors electrònics, particularment a freqüències de microones. La majoria de l'energia de microones es produeix amb dispositius de resistència diferencial negativa. També poden tenir histèresi i ser biestables i, per tant, s'utilitzen en commutació i circuits de memòria. Alguns exemples de dispositius amb resistència diferencial negativa són els diodes túnel, diodes Gunn i tubs de descàrrega de gas tals com les làmpades de neó.